# Шульце, Рудольф
Рудольф Шу́льце (нем. Rudolph Schulze; 18 ноября 1918, Хемниц — 26 ноября 1996, Цеперник) — председатель Торгово-промышленной палаты ГДР и министр почты и связи ГДР.

## Биография
Окончив гимназию, сын аптекаря Рудольф Шульце в 1934—1937 годах учился на аптекаря и до 1939 года работал в хемницкой аптеке. В 1939 году был призван на службу в вермахт, служил до 1945 года в звании унтер-офицера в санитарной роте. До 1948 года находился в советском плену.
В 1948 году Шульце вступил в ХДС, работал административным служащим, в 1950 году некоторое время занимал должность бургомистра города Шварценберга. В 1950—1951 годах являлся депутатом ландтага Саксонии, в 1950—1952 годах занимал должность министра торговли и снабжения земли Саксония, затем до 1955 года — заместителя председателя окружного совета Лейпцига. До 1958 года являлся председателем Торгово-промышленной палаты ГДР.
В 1954 году Шульце вошёл в состав политического комитета и затем президиума Главного правления ХДС. В 1958—1990 годах являлся депутатом Народной палаты ГДР. В 1958—1963 годах работал на должности генерального директора intercontrol Berlin, затем до 1989 года занимал должность министра почты и связи ГДР. В 1969—1989 годах возглавлял общество дружбы ГДР со странами Африки и входил в состав президиума Лиги дружбы народов. С декабря 1971 по ноябрь 1989 года занимал должность заместителя председателя Совета министров ГДР. Похоронен в Цепернике.